# قتلة (فلم)
قتلة (بالإنجليزية: Killers) هو فيلم كوميدي تم إنتاجه في الولايات المتحدة وصدر في سنة 2010. الفيلم من إخراج روبرت لوكتيك وكتابة روب ديروزا وتيد غريفين.

## بطولة
- كاثرين هيغل
- أشتون كوتشر
- توم سيليك
- كاثرين أوهارا
- روب ريجل
- كيسي ويلسون

## القصة
تكون جين مع والداها في رحلة إلى باريس. بعد أن تكون قد انتهت من علاقة عاطفية فاشلة. تلتقي جين مع سبنسر القاتل المأجور المحترف في الفندق في باريس، فيقعان في حب بعضهما، ويبدأ بأخذها في جولات في مدينة نيس. فيستقيل سبنسر من عمله كقاتل مأجور. وبعد ثلاثة سنوات، تبدأ مجموعة من القتلة المأجورين بملاحقتهما.

## الممثلون والشخصيات
- أشتون كوتشر (بدور: سبنسر أيمز)
- كاثرين هيغل (بدور: جينفر كورنفلدت)
- توم سيليك (بدور: السيد كورنفلدت، والد جين)
- كاثرين أوهارا (بدور: السيدة كونفلدت، والدة جين)
- كاثرين وينيك as ڤيڤان, سكرتيرة سبنسر
- ليزا آن والتر as اوليڤيا, زوجة هنري
- كيسي ويلسون as كريستين, Jen's best friend
- روب ريجل as هنري, سبنسر friend and co-worker
- مارتن مول as هول.بروك, مدير سبنسر السابق
- Kevin Sussman as Mac Bailey, one of Jen and سبنسر neighbors
- ألكس بورستين as Lily Bailey, one of Jen and سبنسر neighbors
- ليتويا لوكيت as أماندا, one of Jen's friends
- ماري بيردسونج  [لغات أخرى]‏ as Jackie Vallero, Jen and سبنسر next door neighbor
- أشر as كيڤين, manager at K-Mart (cameo)

## الإنتاج
بدأ تصوير الفيلم في خريف سنة 2009 بوودستوك ، جورجيا ،ناسو وفيلفرانش سور مير.

## الميزانية والإيرادات
بلغت تكلفة إنتاج الفيلم حوالي 75 مليون دولار بينما حقق أرباحا تقدر بـ 98,159,963 دولار.

## ردود الفعل
كانت ردود الأفعال بالنسبة للفيلم سلبية للغاية، حيث حصل على نسبة 11 بالمئة من المراجعات الإيجابية على موقع الطماطم الفاسدة، أما على موقع ميتاكريتيك فقد حصل على نسبة 21 بالمئة.

## وصلات خارجية
- مقالات تستعمل روابط فنية بلا صلة مع ويكي بيانات